# EnergyXT
energyXT (actuellement dans sa version 2 sous le nom d'energyXT2) est un logiciel d'édition et de création sonore et musicale créé par le développeur Jorgen Aase (société XT Software).

Plus précisément, c'est un logiciel de MAO qui appartient à la famille des séquenceurs. Le format de fichier propre au logiciel porte l'extension ".xt".

La dernière version en date est compatible avec le standard VST, le protocole ASIO et le format REX2 de la société Propellerhead Software (uniquement sous Mac OS X et Microsoft Windows). Elle supporte également les fichiers WAV 16, 24 ou 32 bits en mono ou stéréo.

Dans sa version Linux, energyXT prend en charge les plugins VST natifs Linux, également développés par Jorgen Aase, et fonctionne avec le composant ALSA, bien qu'il soit aussi possible de le connecter au serveur JACK.

## Interface graphique
L'interface graphique d'energyXT s'organise autour d'une barre de menu, d'une barre d'outils, d'une barre d'onglets, d'une fenêtre de navigation (Browser) et de la fenêtre principale qui affiche par défaut le séquenceur ("Sequencer") mais permet également d'afficher la partie "Mixer" ainsi que "Modular", via la barre d'onglets entièrement paramétrable.